# Агатонік (мученик)
Святий Агатонік — ранньо-християнський святий та мученик.
Агатонік загинув за Христову віру від меча за наказом імператора Максиміана. В той час засвідчили свою віру в Ісуса Христа мученицькою смертю також побожні християни Зотик, Теопрепій, Акиндин, Северіян і Зенон, яких після жорстоких мук розп'яли на хресті.
- Пам'ять — 4 вересня

## Джерело
- Рубрика Покуття. Календар і життя святих. (дозвіл отримано 9.01.2008)